# Ordas
Ordas este un sat în districtul Kalocsa, județul Bács-Kiskun, Ungaria, având o populație de 456 de locuitori (2011). 

## Demografie
Componența etnică a satului Ordas
     Maghiari (98,17%)
     Romi (1,83%)
Componența confesională a satului Ordas
     Reformați (42,54%)
     Romano-catolici (36,84%)
     Fără religie (7,46%)
     Luterani (1,97%)
     Necunoscută (11,18%)
Conform recensământului din 2011, satul Ordas avea 456 de locuitori. Din punct de vedere etnic, majoritatea locuitorilor (98,17%) erau maghiari, cu o minoritate de romi (1,83%). Nu există o religie majoritară, locuitorii fiind reformați (42,54%), romano-catolici (36,84%), persoane fără religie (7,46%) și luterani (1,97%). Pentru 11,18% din locuitori nu este cunoscută apartenența confesională.